# ديفيد بيرك (صاحب مطعم)
ديفيد بيرك (بالإنجليزية: David Burke)‏ هو صاحب مطعم وطاهي أمريكي، ولد في 27 فبراير 1962.

## وصلات خارجية
- الموقع الرسمي